# Iwan Gołubiec
Iwan Karpowicz Gołubiec (ros. Иван Карпович Голубец, ur. 25 kwietnia?/8 maja 1916 w Taganrogu, zm. 25 marca 1942 w Sewastopolu) – radziecki żołnierz marynarki wojennej, Bohater Związku Radzieckiego (1942).

## Życiorys
Urodził się w ukraińskiej rodzinie robotniczej. Skończył szkołę uniwersytetu fabrycznego, pracował jako elektromonter w zakładzie metalurgicznym, był członkiem Komsomołu, od 1937 służył w radzieckiej Marynarce Wojennej, w 1939 ukończył morską szkołę pograniczną. Służył w oddziałach okrętów pogranicznych w Noworosyjsku, od czerwca 1941 uczestniczył w wojnie z Niemcami, był żołnierzem garnizonu sewastopolskiego podczas walk o Półwysep Krymski, brał udział w transportowaniu amunicji, żywności i posiłków oraz ewakuacji rannych, kobiet i dzieci na pokładach statków. 25 marca 1942 brał udział w ratowaniu załogi i pasażerów kutra trafionego bombą głębinową, jednak sam zginął w wybuchu na pokładzie. 
W Taganrogu postawiono jego pomnik, jego imieniem nazwano ulice w Taganrogu, w Kaniowie, Anapie i Sewastopolu oraz trawler. W 2005 roku przemianowano jego imieniem trałowiec „Radist”.

## Odznaczenia
- Złota Gwiazda Bohatera Związku Radzieckiego (pośmiertnie, 14 czerwca 1942)
- Order Lenina (pośmiertnie, 14 czerwca 1942)
- Order Wojny Ojczyźnianej I klasy
- Medal „Za obronę Odessy”
- Medal „Za obronę Sewastopola”